# Егінген (Середня Франконія)
Егінген (нім. Ehingen) — громада в Німеччині, розташована в землі Баварія. Підпорядковується адміністративному округу Середня Франконія. Входить до складу району Ансбах. Складова частина об'єднання громад Гессельберг.
Площа — 47,63 км2. Населення становить 1921 ос. (станом на 31 грудня 2020).

## Галерея

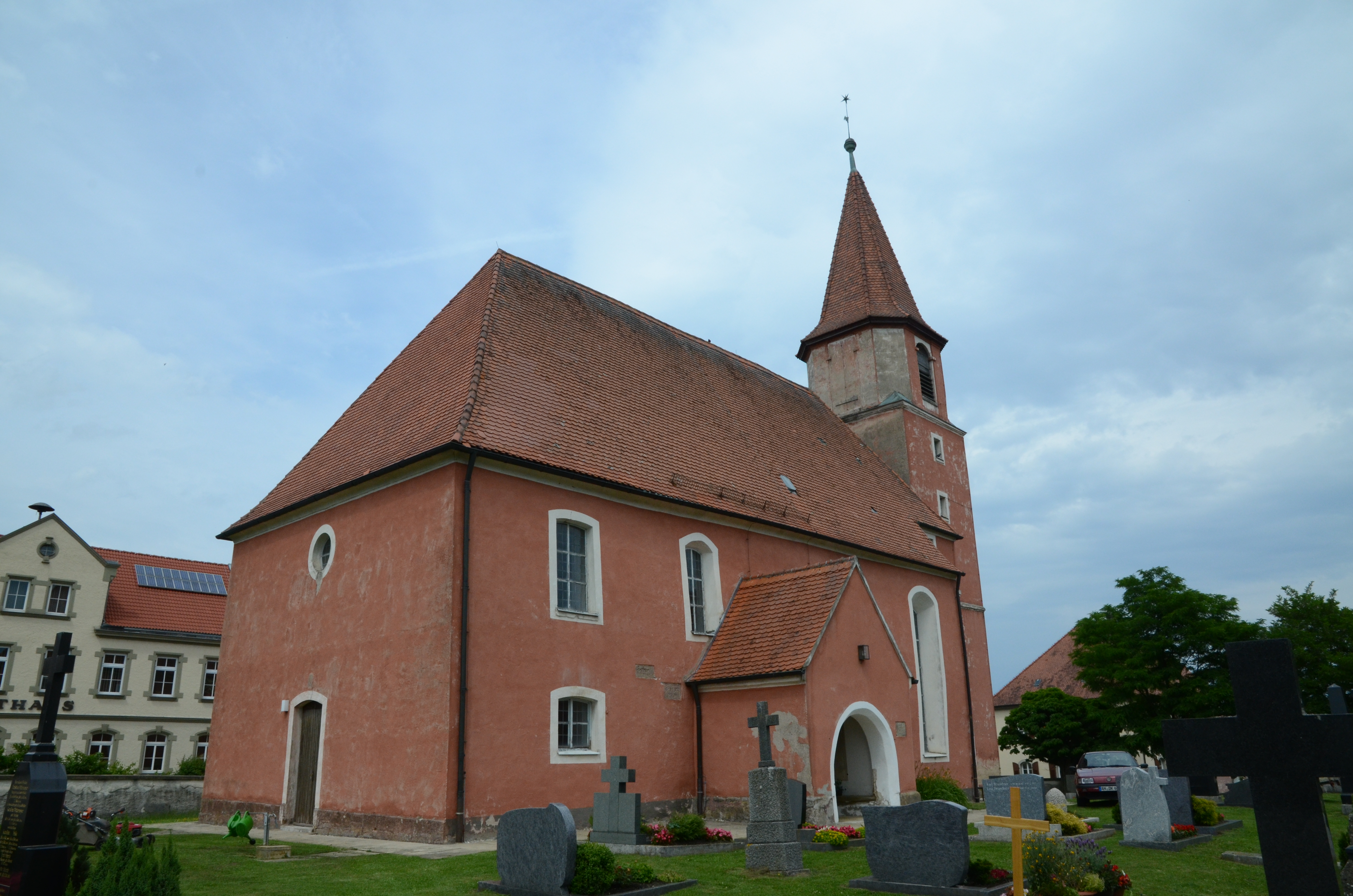